# Naturschutzgebiet 'Vogelfreistätte Mittlere Isarstauseen'
Naturschutzgebiet 'Vogelfreistätte Mittlere Isarstauseen' este o arie protejată (arie de protecție specială avifaunistică — SPA) din Germania întinsă pe o suprafață de 590 ha, integral pe uscat.

## Localizare
Centrul sitului Naturschutzgebiet 'Vogelfreistätte Mittlere Isarstauseen' este situat la coordonatele 48°29′33″N 11°59′18″E / 48.4925°N 11.9883°E.

## Înființare
Situl Naturschutzgebiet 'Vogelfreistätte Mittlere Isarstauseen' a fost declarat arie de protecție specială avifaunistică în septembrie 2006 pentru a proteja 30 de specii de animale.

## Biodiversitate
Situată în ecoregiunea continentală, aria protejată nu include niciun habitat protejat.
La baza desemnării sitului se află mai multe specii protejate de  păsări (30): pescăruș albastru (Alcedo atthis), rață mică (Anas crecca crecca), rață cârâitoare (Anas querquedula), Anas strepera strepera, Ardea purpurea purpurea, buhai de baltă (Botaurus stellaris stellaris), erete de stuf (Circus aeruginosus), erete vânăt (Circus cyaneus), lebădă de iarnă (Cygnus cygnus), egretă albă (Egretta alba), muscar-gulerat (Ficedula albicollis), codalb (Haliaeetus albicilla), Ixobrychus minutus minutus, pescăruș sur (Larus canus), pescăruș-cu-cap-negru (Larus melanocephalus), Luscinia svecica cyanecula, Mergus merganser merganser, gaia neagră (Milvus migrans), rață cu ciuf (Netta rufina), Nycticorax nycticorax nycticorax, vultur pescar (Pandion haliaetus), viespar (Pernis apivorus), cormoran mare (Phalacrocorax carbo carbo), bătăuș (Philomachus pugnax), ciocănitoare verzuie (Picus canus), Podiceps auritus auritus, Porzana parva parva, cresteț pestriț (Porzana porzana), chiră de baltă (Sterna hirundo), fluierar de mlaștină (Tringa glareola).